# Бирюковский сельсовет
Бирюко́вский сельсове́т — сельское поселение в Приволжском районе Астраханской области. 
Административный центр — село Бирюковка.

## История
В 1981 году на территории села Бирюковка и поселков Бушма и Кульпа был образован Бирюковский сельсовет.   
6 августа 2004 года в соответствии с Законом Астраханской области № 43/2004-ОЗ установлены границы муниципального образования, сельсовет наделен статусом сельского поселения.

## Население
| 2010  | 2012  | 2013  | 2014  | 2015  | 2016  | 2017  |
| ----- | ----- | ----- | ----- | ----- | ----- | ----- |
| 2268  | ↗2331 | ↘2330 | ↗2380 | ↗2459 | ↗2480 | ↗2494 |
| 2018  | 2019  | 2020  | 2021  |       |       |       |
| ↗2510 | ↗2553 | ↗2666 | ↘2350 |       |       |       |

## Состав сельского поселения
| № | Населённый пункт | Тип населённого пункта       | Население |
| - | ---------------- | ---------------------------- | --------- |
| 1 | Бирюковка        | село, административный центр | ↗1857     |
| 2 | Бушма            | посёлок                      | ↗262      |
| 3 | Кульпа           | посёлок                      | ↗149      |